# Enrico Caetani

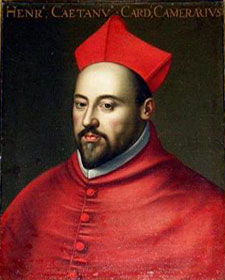
El cardenal Enrico Caetani

Enrico Caetani (6 de agosto de 1550 - Roma, 13 de diciembre de 1599) fue un cardenal italiano de la Iglesia católica.

## Biografía
Nació en Sermoneta. Era el segundo hijo de Bonifacio Caetani y de su espoesa Caterina di Alberto Pio. Fue sobrino del cardenal Niccolò Caetani, y hermano de Camillo Caetani.
El papa Sixto V lo elevó al cardenalato el 18 de diciembre de 1585. En el mismo año fue nombrado como Patriarca Latino de Alejandría, una posición que ocupó hasta 1587. Entre 1585 y 1587 fue legado en Bolonia, y Galileo Galilei le recomendó que asistiera la universidad de esa ciudad en 1588.

## Diplomático en Francia
En 1589 dirigió la misión diplomática papal a Francia, para defender la posición de la iglesia católica durante las guerras francesas de la religión, fue acompañado por Lorenzo Bianchetti, Roberto Belarmino, y otros en una delegación fuerte. Caetani apoyó la liga católica francesa y el interés español en contra de Enrique de Navarra. En marzo de 1590, presidió una ceremonia en la que las milicias y funcionarios de la ciudad tomaran un juramento para defender París contra Enrique. Bendijo, en mayo, las fuerzas monásticas planteadas por Guillaume Rose para la defensa.

## Últimos años
Después de la muerte de William Allen en 1594, no había ningún candidato aceptable en general como sucesor para dirigir la misión Inglés. Caetani asumió el papel de cardenal protector y se designó a George Blackwell como el nuevo arcipreste de Inglaterra.
Caetani falleció en Roma el 13 de diciembre de 1599.